# Darja Igorewna Astachowa
Darja Igorewna Astachowa (russisch Дарья Игоревна Астахова, engl. Transkription Darya Astakhova; * 26. Januar 2002) ist eine russische Tennisspielerin.

## Karriere
Astachowa begann mit fünf Jahren das Tennisspielen und bevorzugt Sandplätze. Sie spielt vorrangig auf der ITF Women’s World Tennis Tour, wo sie bislang sechs Titel im Einzel und sieben im Doppel gewann. Im Jahr 2022 gewann sie ihren ersten Doppeltitel auf der WTA Challenger Tour in Iași.

## Turniersiege

### Einzel
| Nr. | Datum             | Turnier   | Kategorie | Belag | Finalgegnerin            | Ergebnis      |
| --- | ----------------- | --------- | --------- | ----- | ------------------------ | ------------- |
| 1.  | 24. November 2019 | Iraklio   | ITF W15   | Sand  | Arina Gabriela Vasilescu | 4:6, 6:4, 6:3 |
| 2.  | 1. Dezember 2019  | Iraklio   | ITF W15   | Sand  | Noelia Zeballos          | 6:2, 6:0      |
| 3.  | 1. März 2020      | Iraklio   | ITF W15   | Sand  | Arina Gabriela Vasilescu | 1:6, 6:4, 6:2 |
| 4.  | 6. Juni 2021      | Iraklio   | ITF W15   | Sand  | Michaela Bayerlová       | 6:3, 6:2      |
| 5.  | 20. Juni 2021     | Jönköping | ITF W25   | Sand  | Lucia Bronzetti          | 3:6, 6:3, 7:5 |
| 6.  | 20. August 2023   | Breslau   | ITF W40   | Sand  | Gergana Topalowa         | 6:1, 7:5      |

### Doppel
| Nr. | Datum              | Turnier                  | Kategorie      | Belag     | Partnerin           | Finalgegnerinnen                   | Ergebnis         |
| --- | ------------------ | ------------------------ | -------------- | --------- | ------------------- | ---------------------------------- | ---------------- |
| 1.  | 13. Juli 2019      | Prokuplje                | ITF W15        | Sand      | Laura Svatíková     | Nefisa Berberović Veronika Erjavec | 6:3, 0:6, [10:6] |
| 2.  | 3. Oktober 2020    | Monastir                 | ITF W15        | Hartplatz | Darja Semeņistaja   | María Lourdes Carlé Olivia Gram    | 6:4, 6:3         |
| 3.  | 9. Januar 2021     | Monastir                 | ITF W15        | Hartplatz | Inès Ibbou          | Manon Arcangioli Salma Djoubri     | 6:3, 6:0         |
| 4.  | 24. April 2022     | Santa Margherita di Pula | ITF W25        | Sand      | Jekaterina Reingold | Anna Turati Bianca Turati          | 7:66, 6:4        |
| 5.  | 7. August 2022     | Iași                     | WTA Challenger | Sand      | Andreea Roșca       | Réka Luca Jani Panna Udvardy       | 7:5, 5:7, [10:7] |
| 6.  | 24. September 2022 | Vrnjačka Banja           | ITF W60        | Sand      | Jekaterina Reingold | Cristina Dinu Nika Radišić         | 3:6, 6:2, [10:8] |
| 7.  | 15. Oktober 2022   | Sosopol                  | ITF W25        | Hartplatz | Irina Chromatschowa | Jasmijn Gimbrère Elena Malõgina    | kampflos         |
| 8.  | 30. Juli 2023      | Horb am Neckar           | ITF W25        | Sand      | Daniela Vismane     | Laura Böhner Berta Bonardi         | 6:3, 6:2         |